# Гре (народ)
Гре (тямре, чамре, тьомкре, мойлюй, в'єт. H'rê) — один із корінних народів В'єтнаму, належить до числа гірських кхмерів. Здавна живе на Центральному нагір'ї Тейнгуєн (в'єт. Tây Nguyên), більшість у провінції Куангнгай. Близькі до банарів та седангів.
За переписом населення 2009 року чисельність гре становила 127 420 осіб, з них 115 268 у провінції Куангнгай, 9 201 у провінції Біньдінь, 1 547 у провінції Контум.

## Мова
Говорять мовою гре, що належить до банарської гілки австроазійських мов. Вона є дуже близькою до мови седангів.
На початку XX ст. була створена писемність для мови гре на базі латинської абетки, проте суттєвого поширення вона не отримала.
Говорять також в'єтнамською.
Рівень писемності рідною мовою становить 1-5 %, в'єтнамською — 15-25 %.
Мовою гре ведуться програми на радіо.

## Господарство
Гре займаються переважно гірським землеробством, вирощують рис, кукурудзу, бульби, овочі та ін. Інші традиційні заняття: тваринництво (велика рогата худоба), мисливство, рибальство, збиральництво. Серед ремесел розвинуті плетіння, ткацтво, ковальство.

## Поселення
Гре живуть осіло в селах, які розташовуються над долиною, на схилах гір або пагорбів, поблизу біля джерел води. В кожному селі нараховується 40-50 хат, парканів між ними немає. Поруч із селами знаходяться рисові поля. Кидають свої села лише через епідемії хвороб.
Прямокутні в плані хати стоять на схилах гір, житлові приміщення підняті на палях на висоту близько одного метра над землею. Хата поділяється на декілька кімнат: центральна кімната, кімната для чоловіків і гостей, кімната для жінок та ін. Дах двосхилий, критий соломою, гребінь прикрашають зображення рогів буйвола.

## Соціальна організація
Традиційна соціальна організація гре — сільська громада, яка зветься плей і побудована на давніх звичаях і традиціях. Плей є автономною спільнотою, очолює її старійшина (сільський голова), якого називають крагплей. Це досвідчена, заможна й шанована в громаді людина, що добре знає закони країни й місцеві правила. Крагплей користується великим авторитетом серед односельців й вирішує всі важливі питання громади, наприклад: прокладання дороги, встановлення огорожі села, прокладання водопроводу з бамбукових труб, а також вирішення виробничих проблем, розгляд скарг членів громади, координацію переселення громади на нове місце. При прийнятті рішень сільський голова часто проводить наради з радою старійшин, до якої входять голови родів, що проживають у селі. Посада крагплея не є спадковою, він обирається голосуванням односельців. Голова є духовною опорою всього села.
Ще одною шанованою людиною в селах гре є шаман, якого називають позау. Разом із крагплеєм він проводить в селі культові обряди.
Сім'я мала, хоча зберігаються пережитки великої сім'ї. До народження дитини пара проживає в хаті батьків, а після народження переходить жити у власну хату. Відлік спорідненості ведеться як за батьківською, так і за материнською лініями. Забороняються шлюби між родичами до п'ятого коліна. Дозволяються сорорат і левірат, існують звичаї уникання.
Гре живуть дружно й надають один одному допомогу в господарській діяльності та в повсякденному житті. Сім'ї підтримують родинні та сусідські зв'язки. Всі жителі села беруть воду з одного колодязя.

## Побут

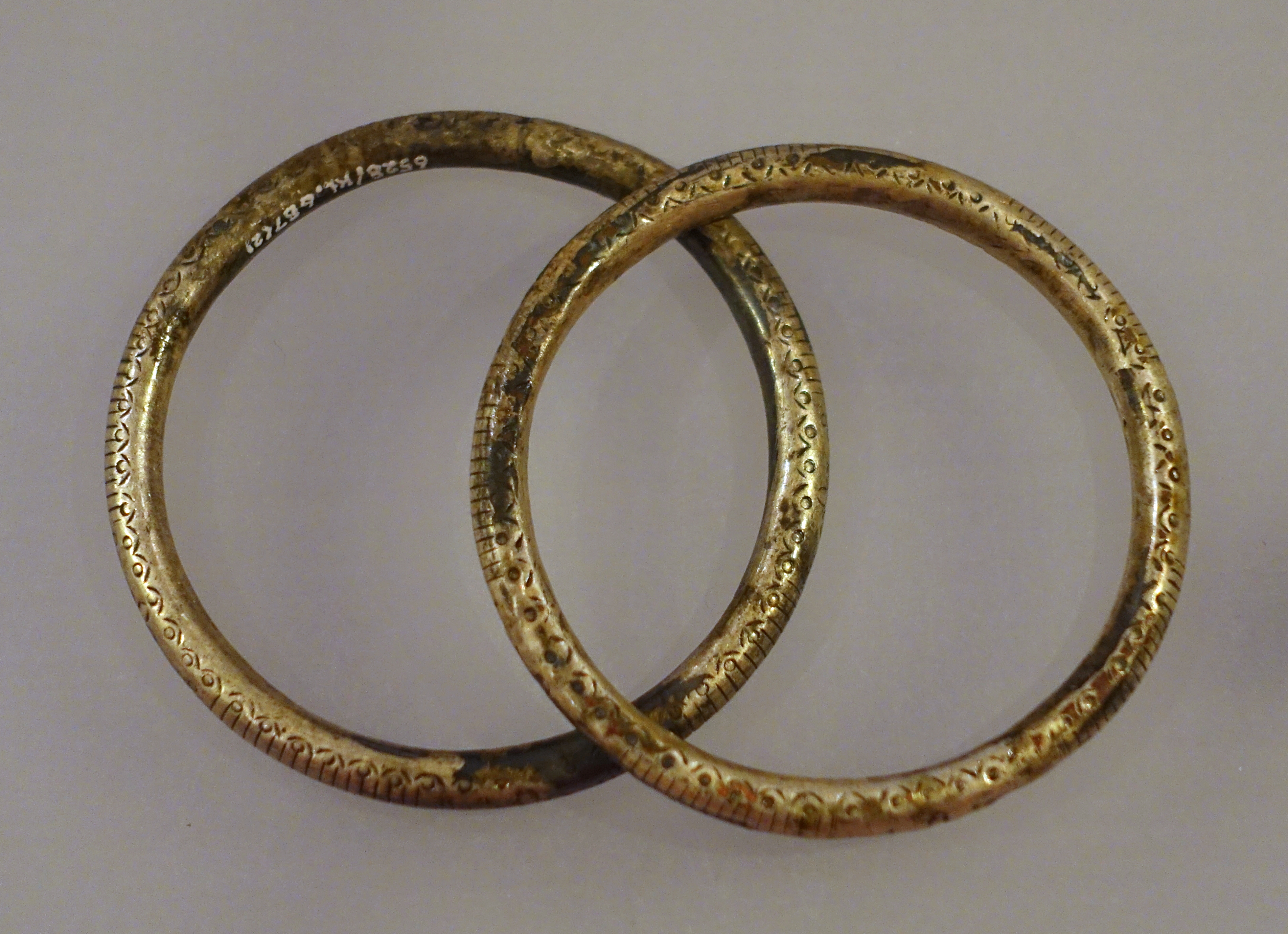
Срібні браслети гре, провінція Куангнгай

У минулому чоловіки носили пов'язку на стегнах та коротку сорочку. Часто ходили взагалі голими до талії, зав'язуючи хустку на голові. Жінки носили довгі спідниці, що складалися з двох незшитих між собою шматків тканини, блузки й так само, як і чоловіки, зав'язували хустку на голові. Також жінки часто вдягали традиційну в'єтнамську сукню аозай. Як чоловіки, так і жінки збирали волосся в пучок на потилиці й заколювали його гребінцем, шпилькою або пір'їною. Тепер гре вдягаються так само, як і в'єтнамці, але зберегли традицію зав'язувати хустку на голові. Чоловіки та жінки носять багато прикрас із срібла та бронзи.
Існували звичаї підпилювання зубів, видалення шести верхніх зубів.

## Вірування й традиційні обряди
Більшість гре дотримується традиційних вірувань, близько 10 % — християни (70 % серед них католики).
Гре вважають, що всі предмети мають душу, тому виконання культових ритуалів, присвячених духові рису, духові землі, духові води тощо, має для них велике значення. Найважливішими ритуалами є шанування померлих і предків, обряд новосілля, обряд шанування духа рису. Гре звертаються до вищих сил із проханням захистити їх від невдачі та нещастя, дати їм здоров'я та благополуччя, дарувати сприятливі умови для ведення сільського господарства і торгівлі. Вони вважають, що вищі (надприродні) сили постійно слідкують за діяльністю людей та їх повсякденним життям.
Церемонії супроводжуються ритуалом принесення в жертву тварин. Найважливішою є жертва буйвола, дорогоцінного активу для гре, їх найкращого помічника в роботі. Жертву буйвола присвячують найвизначнішим подіям: закінчення будівництва громадської хати, святкування гарного врожаю тощо. Через цей ритуал люди прагнуть виявити свою вдячність вищим силам за їх благословення й заступництво. Ритуал приношення в жертву буйвола збирає разом усю громаду.
Головною продовольчою культурою гре є рис. Тому духовне й релігійне життя народу тісно пов'язане з духом рису. Проводять спеціальні церемонії під час сівби, збирання врожаю, закладання рису до комори. Головною серед них є церемонія, пов'язана зі збиранням врожаю. Жінка у гре є «хазяйкою рису», вона має містичний зв'язок з духом рису, і саме тому вона відповідає в сім'ї за продукти харчування. У день проведення ритуалу «хазяйка рису» йде у поле, збирає рис, обчищає його від лушпиння, тоді варить рис у «священному горщику», виконує ритуал поклоніння духу й сама їсть цей рис. Тільки вона має право вкласти першу в'язку рису до комори.
Важливою подією є новосілля, і не лише для хазяїна нової хати, а й для усієї громади. Воно супроводжується проведенням спеціальної церемонії, яка складається з двох частин: урочистої та святкової. Під час урочистої частини шаман проводить культові ритуали зовні та всередині хати; при цьому жертвують свиню, курку, рис та алкоголь. Після закінчення ритуалу хазяїн хати запрошує всіх на бенкет. Жителі села сідають разом за стіл, п'ють місцевий самогон, виконують традиційні танці, вітають хазяїна з новосіллям. Танцюють під звуки гонгів усю ніч.
Новий рік гре відзначають у лютому-березні за місячним календарем. Кожне село може призначати власну дату початку нового року. Скрізь панує атмосфера щастя і свята. До Нового року люди не лише готують їжу та напої, а й прибирають хати, дороги, чистять музичні інструменти, шиють собі нарядне вбрання, а ще підіймають бамбукову жердину неу. Влаштовуючи велике прибирання, люди намагаються прогнати невдачі й затримати успіх. Вони виявляють подяку предкам, моляться, щоб ті принесли їм у новому році щастя й добробут.

## Мистецькі традиції

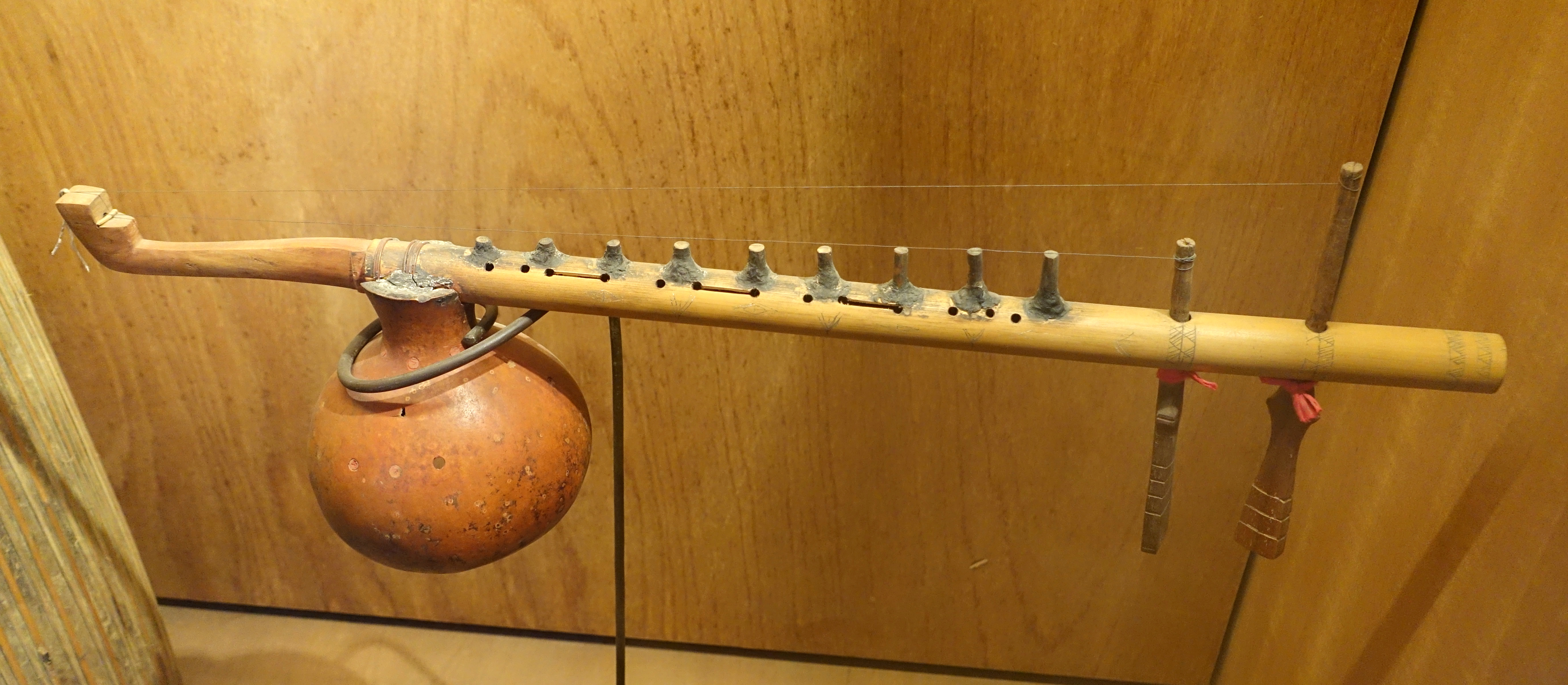
Народний щипковий інструмент на дві струни

Гре мають багатий пісенний і музичний фольклор, казки і перекази. Люди живуть у гармонії з природою, мають багате культурне й духовне життя. Вони люблять співати, самі складають до пісень слова і музику. Люди співають скрізь: на роботі, у вільну годину, на свята.
Основними пісенними стилями є качой і калеу. Обидва мають свій ритм і темп. При виконанні пісень співаки імпровізують залежно від ситуації. На свята гре п'ють місцеву гірку настоянку кан і змагаються в майстерності співів. Хлопці й дівчата, які мають талант до цього, можуть у формі діалогу співати цілу ніч. Народні пісні гре мають ліричний характер, в них ідеться про рідну землю, життя, роботу, кохання.
Гре мають різні народні музичні інструменти. Серед яких броок, бамбуковий гонг тинь-кала, флейти лінгла і талія, жіночий музичний інструмент бобут, духові музичні інструменти равай, попел, щипковий інструмент раданг на дві струни, барабани та ін. Майже всі вони використовуються для супроводження народних пісень. Особливо популярними є гонги.
Старійшини гре водночас є хранителями культурних традицій народу. Зазвичай вони можуть виконувати пісні різних жанрів, вміють виготовляти традиційні музичні інструменти й добре володіють ними.